# Камбарова, Дилором Файзуллаевна
Дилоро́м Файзулла́евна Камба́рова (род. 27 апреля 1957, Маргилан, УзССР, СССР) — узбекская советская киноактриса. Заслуженная артистка Узбекской ССР (1985).

## Биография
Дилором Камбарова родилась в семье врачей. Когда она училась в школе, то хотела стать востоковедом. Первую роль она сыграла в фильме А. Хамраева «Без страха» в 1972 году. Как вспоминал Хамраев, он выбрал Камбарову среди школьниц, которые отдыхали в пионерском лагере: «Она существовала как бы отдельно ото всех, в совсем другом ритме… тонкая, грациозная, с лёгкими, длинными руками».
Хамраев снял Камбарову в главной роли в фильме «Седьмая пуля» и говорил, что под воздействием её игры ему пришлось внести изменения в сценарий. Хамраев называл Камбарову «актрисой первого дубля», подчёркивая её умение мгновенно входить в образ. Критик К. Щербаков писал, что Камбарова, соединившая в своей роли ребёнка и женщину, заслуживает «самых добрых слов».
В 1978 году Камбарова получила приз на XI Всесоюзном кинофестивале в Ереване за лучшее исполнение женской роли в фильме «Дом под жарким солнцем». Киновед В. И. Михалкович высоко оценил роль Камбаровой в фильме «Триптих» (1980), отметив такую деталь внешности актрисы, как улыбка.
В 1982 году Камбарова окончила Всесоюзный государственный институт кинематографии, где её мастерами были С. А. Герасимов и Т. Ф. Макарова. Как признавалась актриса, она хотела учиться именно у Герасимова и, по её словам, после этой учёбы она «выросла и профессионально, и духовно».
В 1985 году Камбарова получила звание Заслуженной артистки Узбекской ССР (1985). Авторы справочника «Кино: Энциклопедический словарь» среди лучших фильмов Камбаровой, помимо «Седьмой пули», «Дома под жарким солнцем» и «Триптиха», называют также фильмы «Абу Райхан Беруни» (1975) - за эту роль она была удостоена 2-й премии на Всесоюзном Кинофестивале 1975 года, «Человек уходит за птицами» (1976), «Мужчины без женщин» (1981).
После эмиграции в США Камбарова работала манекенщицей в Сиэтле. Её дочь Полина Хотиненко от брака с режиссёром Владимиром Хотиненко — костюмер, живёт в Лос-Анджелесе.

## Фильмография
- 1972 — Без страха — Кумри
- 1972 — Седьмая пуля — Айгуль
- 1973 — Огненный берег — Гульчинор
- 1973 — Поклонник (новелла) — Дилором
- 1974 — Одиножды один — девушка
- 1975 — Абу Райхан Беруни — Рейхана
- 1976 — Человек уходит за птицами — Амадеря
- 1976 — Сказание о Сиявуше — Фарида
- 1977 — Буйный «Лебедь» — Айсенем
- 1978 — Дом под жарким солнцем — Надира
- 1978 — В ночь лунного затмения — Зубаржат
- 1978 — Огненные дороги — Зубейда
- 1978 — Подарю тебе город — Барно
- 1978 — Рали (Болгария, «Рали») — Лилях
- 1979 — Пираты XX века — Маа
- 1980 — Триптих — Халима
- 1981 — Мужчины без женщин — Асель
- 1984 — Дневник, письмо и первоклассница — учительница истории
- 1984 — Наш внук работает в милиции — Гуля
- 1984 — Невеста из Вуадиля — Диля
- 1984 — Один и без оружия — Диля
- 1984 — Позывные «Вершина»
- 1984 — Шанс — Милица Фёдоровна (молодая)
- 1985 — Верните бабушку — Сайора
- 1986 — Объятие мечты
- 1986 — Тайны мадам Вонг — Тиоти
- 1988 — Приключения Арслана — Сарыажал, злая колдунья
- 1988 — Смерч
- 1989 — Последнее путешествие Каипа — Айша
- 1990 — Продавец снов — Джок
- 1990 — Чудо-женщина — жена Кучкара
- 1992 — Изобретатель фараона
- 1992 — Маклер
- 1993 — Шариф и Мариф